# Thalia (Hoogstraat)

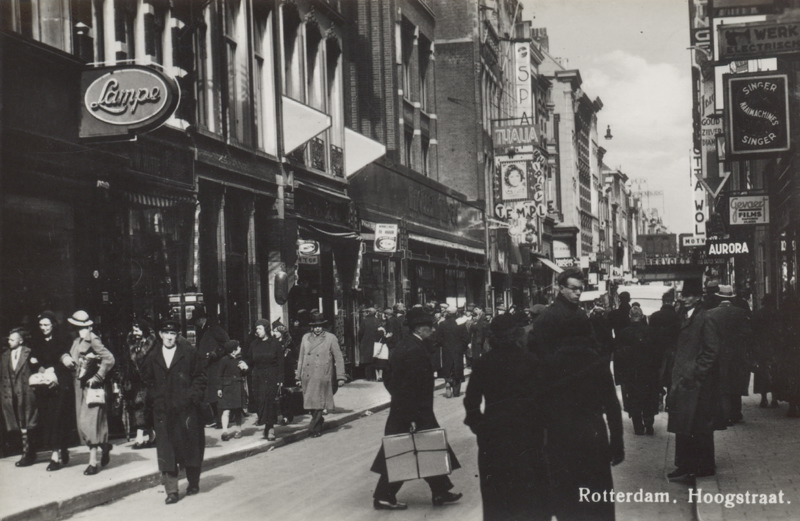
De Hoogstraat met iets rechts van het midden de Thalia.

Thalia was een bioscoop in Rotterdam. 
Na een kortdurende exploitatie onder dezelfde naam aan de Coolvest, opende Abraham Icek Tuschinski aan de Hoogstraat het Thalia theater, dat het begin zou vormen van een bioscoopimperium, dat zijn dood in een Duits vernietigingskamp zou overleven.
Een voormalig pakhuis werd grondig verbouwd tot een filmpaleis in de typische Tuschinski-stijl vol rijke decoraties die een luxe uitstraling moesten geven: de stoelen van de loges en balkon waren van massief mahoniehout en bekleed met velours; in de zaal hingen luxe koperen lichtkronen, de vestibule was voorzien van spiegels, de vloeren bedekt met dikke tapijten en aan weerszijden van het scherm stonden borstbeelden van leden van het Koninklijk Huis.
Het theater bleef onder het beheer van Tuschinski totdat het pand verwoest werd in het bombardement op Rotterdam in mei 1940. Pas 15 jaar later zou de Maatschappij Tuschinski een geheel nieuwe bioscoop met die naam laten verrijzen aan de Kruiskade.